# 天主教阿拉萨图巴教区
天主教阿拉薩圖巴教區（拉丁語：Dioecesis Arassatubensis），是巴西一個天主教教區，包括聖保羅州西南部十九市，屬博圖卡圖總教區。
教區成立於1994年2月23日，2012年有教友424,550人，佔總人口84.9%。有三十二個堂區、司鐸四十七人。現任教區主教為塞爾吉奧·克日維。